# Турнир (телеигра)
«Турнир» — телевизионная игровая приставка, реализующая телевизионные игры Pong-типа. Выпущена в СССР в 1978 году. По-видимому, является единственной советской телеигрой, выполненной на ИМС типа AY-3-8500, несмотря на то, что в том же году было освоено производство как отечественной микросхемы того же назначения К145ИК17, так и первой приставки на ней — «Электроника Экси Видео 01». Пользователю предлагались на выбор встроенные в консоль игры: теннис, хоккей, сквош, тренировка (для одного игрока).
Предполагаемая ориентировочная цена телеигры составляла 150 рублей, однако, после её освоения в массовом производстве она составила вначале 99, затем (в 1982 году) 96 рублей.

## Устройство изделия

### Плата
Выполнена из фольгированного материала. На ней размещены: тактовый генератор, настроенный на частоту порядка 2 МГц, ИМС AY-3-8500, диоды для суммирования сигналов различных элементов игрового сюжета по принципу «диодного ИЛИ», модулятор, настроенный на частоту четвёртого телевизионного канала (несущая частота изображения 85,25 МГц, модуляция звука не производится), другие элементы. К плате подключены переключатели, разъёмы для внешнего блока питания и выносных проводных пультов, батарейный отсек на шесть элементов 343 (современное название — «C»), антенный кабель (подключён к приставке без разъёма) и громкоговоритель. Внешний блок питания должен обеспечивать стабилизированное напряжение 9 В и быть гальванически развязанным от осветительной сети. Подключать его следует с соблюдением полярности. В комплект поставки он не входит. «Турнир» — единственная из советских телевизионных игровых приставок, снабжённая батарейным отсеком. Для сравнения, приставки «Палестра-02» и «Электроника Лидер» оборудованы встроенными блоками питания, а все модели телеигр серий «Электроника Экси Видео» и «Электроника Видеоспорт» укомплектованы внешними блоками питания типа Д2-15.

### Корпус
Выполнен из ударопрочного полистирола. Одни элементы корпуса окрашены в цвет, указанный на упаковочной таре. Он может быть жёлтым (по терминологии разработчиков — «канареечный»), белым, серым, чёрным. Другие окрашены в чёрный цвет. Разные экземпляры телеигр могут иметь различные сочетания элементов, окрашенных в цвет, указанный на упаковочной таре, и в чёрный цвет. Например, у одной приставки дно корпуса может быть чёрным, а у другой — окрашено в тот же цвет, что и крышка. То же касается и корпусов выносных проводных пультов. На «ступеньке» корпуса приставки, отделяющей дискретные органы управления от аналоговых, расположена металлическая пластина с пиктограммами, поясняющими назначение клавиш. Батарейный отсек выполнен как единое целое с дном. Его можно закрыть съёмной крышкой, имеющей тот же цвет, что и дно.

### Дискретные органы управления
Дискретные органы управления телеигрой поделены на три группы, для каждой из которых использован переключатель типа П2К, на штоки которого насажены клавиши. Первый из них — одноклавишный, с фиксацией, с чёрной клавишей круглого сечения. Он обозначен как «9В» и предназначен для коммутации питания. Второй переключатель — шестиклавишный, на его штоки насажены клавиши овального сечения. Все они чёрные, кроме клавиши сброса, окрашенной в красный цвет. Первая и шестая клавиши — без фиксации, остальные — с независимой фиксацией. Их назначение: ручная подача мяча (в видеообзоре назначение этой клавиши указано неверно — «пауза»), включение автоматической подачи мяча, переключение скорости мяча, переключение угла отскока мяча, переключение размера ракеток, сброс. Третий переключатель — четырёхклавишный, с зависимой фиксацией и чёрными клавишами круглого сечения. Он предназначен для выбора игры: теннис, хоккей, сквош, тренировка (для одного игрока).
Отличие микросхемы К145ИК17 от AY-3-8500 заключается в использовании в К145ИК17 входа для выбора игры одной кнопкой (при нажатии на неё игры меняются последовательно), а в AY-3-8500 — шести раздельных выводов для подключения галетного переключателя, поворотом которого и осуществляется выбор игры (или многокнопочного переключателя с зависимой фиксацией, как в «Турнире»). Поскольку у описываемой приставки фотопистолет отсутствует, переключатель имеет не шесть, а четыре положения.
ИМС AY-3-8500 обладает недокументированной возможностью, позволяющей играть в игру «хоккей с гандикапом» (в англоязычных источниках — просто «handicap»). В телеиграх с клавишным переключателем (таких, как «Турнир») для её выбора необходимо перевести все клавиши в отжатое положение. Если же переключатель галетный, без доработки приставки выбор «хоккея с гандикапом» невозможен. Для сравнения, у ИМС К145ИК17 возможность играть в «хоккей с гандикапом» является документированной, этой игре соответствует нулевое положение встроенного в микросхему счётчика, перебирающего игры.

### Аналоговые органы управления
Представлены двумя переменными сопротивлениями, на оси которых насажены ручки. Помимо этого, для удобства пользования телеигрой она укомплектована выносными проводными пультами, каждый из которых включает в себя по одному такому же переменному сопротивлению. Для их подключения использованы разъёмы типа ОНЦ-ВГ.
Телеигра-прототип, показанная на последней странице обложки журнала «Радио» № 6 за 1978 год, оборудована сравнительно небольшими металлическими ручками. На серийных экземплярах они пластмассовые, имеют несколько бо́льшие размеры, и снабжены декоративными плоскими кольцами из листового металла.

### Счётчики партий
Счётчики выигранных партий не связаны с какими-либо органами управления и предназначены лишь для удобства. Выиграв (получив 15 очков), игрок вручную увеличивает показания своего счётчика на единицу. Оба счётчика — одноразрядные, их показания могут принимать значения от 0 до 9 включительно. По оформлению они близки к применённым в телеигре «Палестра-02».